# Gendarme (montañismo)

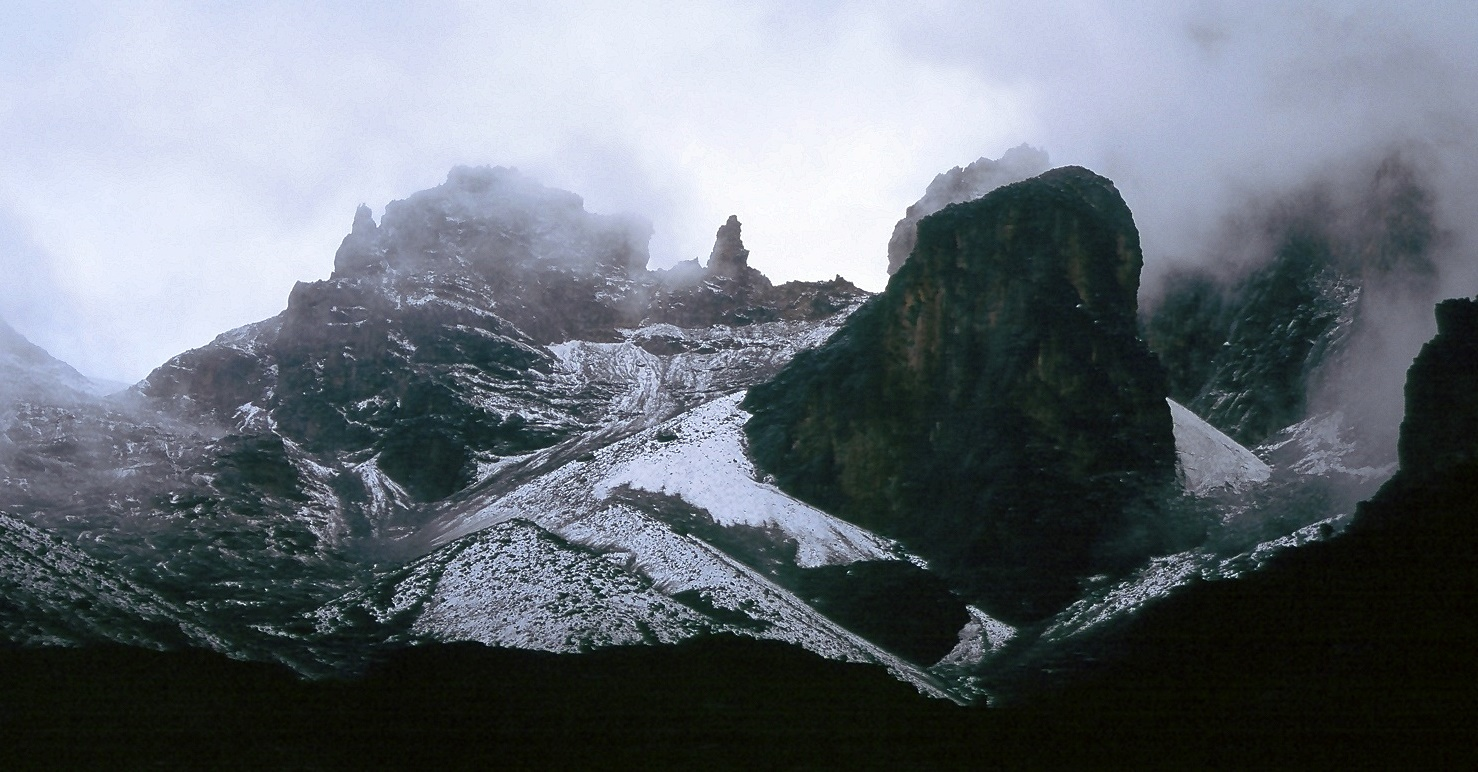
Thompson's Flake en el monte Kenia (centro de la imagen, en el perfil del horizonte) es un gendarme.

Un gendarme es un pilar o pináculo de roca localizado en una arista de una montaña. Son típicos de las zonas alpinas. Los gendarmes a menudo se forman por la intersección de dos crestas debido a la erosión inferior de los glaciares aquí. El nombre procede de los Alpes franceses, donde se ven como algo que recuerda a un policía de la gendarmería.